# Виктор, војвода од Минстерберга
Виктор, војвода од Минстерберга, такође познат као Виктор, војвода од Минстерберга и Опаве, Чешки: Viktorin z Minsterberka; (29. мај 1443. године, Ћешин — 30. август 1500. године, Ћешин) је био царски гроф од 1459. године и гроф од Кладског. Од 1462. године, до смрти био је војвода од Минстерберга, а од 1465. године, до 1485. године, војвода од Опаве.

## Порекло и породица
Виктор је био други син чешког краља Ђорђа Подјебрадског и његове жене краљице Кунигунде од Штернберга. Године 1463. оженио се Маргаретом Птачковом, једином ћерком Хинека Птачека од Пиркштајна, која је умрла 1472. године. Две године касније оженио се Софијом, ћерком војводе Болеслава II од Ћешина. После њене смрти 1479. године, оженио се 1480. године, Хеленом-Маргаретом Палеолог, ћерком Јована IV, маркиза од Монферата (ум. 1496. године). Из ових бракова имао је неколико ћерки:
- Јохана (1463–1496. године), удата за војводу Казимира II од Ћешина;
- Магдалена († 1497. године), цистерцита у Тшебњици;
- Ана (умрла 1498. године);
- Урсула (умрла после 1534. године) до 1529. године, монахиња у манастиру Магдалена у Свјебођицама;
- Аполонија (умрла 1534. године), прво клариса у Стшелину, затим удата за Ерхарда од Кеиса.

и два сина:
- Лоренс (Вавринек; умро 150. године);
- Вартоломеј (око 1477–1515. године), истакнути дипломата; погинуо у бродолому на Дунаву код Хаинбурга ан дер Донау; са њим су изумрли Викторови наследници по мушкој линији.

## Живот
Пошто је Викторов старији брат Бочек био ментално поремећен, дужности престолонаследника су пренете на Виктора. Због тога је од малих ногу морао политички да стоји уз оца. Његов отац је тражио од цара Фридриха III да постави Виктора за царског грофа, што је цар и учинио 1449. године. Године 1462. именовање је потврђено, а уједно су и његова млађа браћа Хенрик Старији и Хенрик Млађи такође именовани за царске грофове. Нешто раније, краљ Јиржи је именовао Виктора и оба Хенрика за војводе од Минстерберга и за Опаве (коју је стекао 1464. године) и за грофове од Кладског. Овим областима су браћа заједно владала све до Ђорђеве смрти 1471. године.
Као учесник у походу на угарског краља Матију Корвина, Виктора су Мађари заробили 1469. године у Моравској. Отпуштен је после две године, након што је платио велику откупнину и тајно прешао у католичанство. После ослобођења, неко време је био подршка краљу Матији Корвину.
После Јиржијеве смрти 1471. године, његови синови су поделили наследство, према плану који су договорили 1472. године, Виктор је добио војводство Опава. Касније му је његов брат Хенрик Млађи дао Плес, који је војвода Виктор потом продао свом зету војводи Казимиру II од Ћешина. На Корвинов захтев, војвода Виктор је 1485. године пристао на уговор којим је морао да поклони Опавско војводство ванбрачном сину краља Матије Корвина Хуњадија, Јовану, а заузврат је добио неколико двораца у Славонији. Када је краљ Матија Хуњади умро 1490. године, војвода Виктор се надао да ће му Опава бити враћена, али се то није догодило.
Иако су три брата продала Кладску жупанију 1501. године, свом будућем шураку Улриху од Хардега, задржали су титулу грофова Кладских за себе и своје потомке све до изумирања по мушкој линији 1647. године.